# Papieska elekcja 1119
Papieska elekcja 2 lutego 1119 – odbyła się po śmierci papieża Gelazjusza II i zakończyła wyborem Kaliksta II.

## Śmierć Gelazjusza II
Papież Gelazjusz II krótko po swoim wyborze w styczniu 1118 roku musiał uchodzić z Rzymu w obawie przed cesarzem Henrykiem V, z którym papiestwo od wielu już lat pozostawało w sporze o inwestyturę. Papież uszedł do Francji, gdzie przewodniczył kilku synodom, podczas gdy w Rzymie cesarz wyznaczył antypapieża w osobie arcybiskupa Maurycego Burdinusa z Bragi, który przyjął imię Grzegorz VIII. 29 stycznia 1119 roku Gelazjusz II zmarł w opactwie Cluny, polecając nielicznym towarzyszącym mu kardynałom wybór albo arcybiskupa Vienne Guy de Bourgogne, albo opata Cluny Ponce de Mergueil, albo kardynała Kuno von Urach, biskupa Palestriny.

## Kardynałowie elektorzy
W Cluny towarzyszyło Gelazjuszowi II zaledwie 10 z 41 kardynałów. Oni też po jego śmierci przystąpili do wyboru jego następcy.
- Kuno von Urach  CanReg (nominacja kardynalska 1108[2]) – kardynał biskup Palestriny
- Lamberto (1116) – kardynał biskup Ostii
- Boso (1109) – kardynał prezbiter S. Anastasia
- Corrado Demetri (1114) – kardynał prezbiter S. Pudenziana
- Guido OSB (1116) – kardynał prezbiter S. Balbina
- Giovanni da Crema (1116) – kardynał prezbiter S. Crisogono
- Roscemanno OSB (1112) – kardynał diakon S. Giorgio in Velabro
- Pietro Pierleoni OSBCluny (1113) – kardynał diakon Ss. Cosma e Damiano
- Gregorio Papareschi (1116) – kardynał diakon S. Angelo in Pescheria
- Crisogono (1117) – kardynał diakon S. Nicola in Carcere; kanclerz Świętego Kościoła Rzymskiego

Wszyscy elektorzy byli nominatami Paschalisa II.

### Nieobecni
Aż 31 kardynałów nie uczestniczyło w elekcji:
- Crescenzio (1100) – kardynał biskup Sabiny; prymas Świętego Kolegium Kardynałów
- Giovanni Marsicano OSB (1100) – kardynał biskup Tusculum
- Pietro Senex (1102) – kardynał biskup Porto; wikariusz Rzymu
- Witalis (1111) – kardynał biskup Albano
- Bonifacy (1100) – kardynał prezbiter S. Marco; protoprezbiter Świętego Kolegium Kardynałów
- Anastasio (1102) – kardynał prezbiter S. Clemente
- Benedykt (1102) – kardynał prezbiter S. Pietro in Vincoli
- Divizzo (1106) – kardynał prezbiter Ss. Silvestro e Martino
- Jan (1106) – kardynał prezbiter S. Cecilia
- Teobald (1111) – kardynał prezbiter Ss. Giovanni e Paolo
- Rainier (1111) – kardynał prezbiter Ss. Marcellino e Pietro
- Grzegorz (1115) – kardynał prezbiter. S. Prisca
- Desiderio (1115) – kardynał prezbiter S. Prassede
- Deusdedit (1116) – kardynał prezbiter S. Lorenzo in Damaso; legat papieski w Hiszpanii
- Gregorio Sienense (1116) – kardynał prezbiter S. Lorenzo in Lucina
- Giovanni OSB (1116) – kardynał prezbiter S. Eusebio
- Ugone d'Alatri (1116) – kardynał prezbiter Ss. XII Apostoli
- Sasso de Anagni (1116) – kardynał prezbiter. S. Stefano al Monte Celio
- Pietro Pisano (1113) – kardynał prezbiter S. Susanna
- Amico OSB (1117) – kardynał prezbiter Ss. Nereo ed Achilleo; opat S. Vincenzo al Volturno
- Giovanni OSB (1073) – kardynał diakon S. Maria in Domnica; protodiakon Świętego Kolegium Kardynałów; opat Subiaco
- Gregorio OSB (1108) – kardynał diakon S. Eustachio
- Romoaldo (1109) – kardynał diakon S. Maria in Via Lata
- Gregorio Gaetano (1109) – kardynał diakon S. Lucia in Septisolio
- Aldo da Ferentino (1109) – kardynał diakon Ss. Sergio e Bacco
- Teobaldo Boccapecora (1109) – kardynał diakon S. Maria Nuova
- Oderisio di Sangro, O.S.B.Cas. (1112) – kardynał diakon S. Agata
- Comes (1113) – kardynał diakon S. Maria in Aquiro
- Enrico de Mazara (1117) – kardynał diakon S. Teodoro; dziekan Mazara del Vallo
- Crescenzio di Anagni (1117) – kardynał diakon Świętego Kościoła Rzymskiego
- Pietro Ruffino (9 marca 1118) – kardynał diakon S. Adriano

28 spośród tych kardynałów mianował Paschalis II, jednego Gelazjusz II, a jednego jeszcze papież Grzegorz VII.

## Wybór Kaliksta II
Po trzech dniach zwyczajowych modłów i nabożeństw po śmierci Gelazjusza II kardynałowie obecni w Cluny przystąpili do procedowania. Początkowo ich wybór padł na kardynała Kuno z Palestriny, który jednak odmówił przyjęcia tiary. Za jego radą obrano na papieża arcybiskupa Vienne Guy de Bourgogne, który także był jednym z kandydatów wskazanych przez zmarłego papieża. Elekt przyjął wybór jako Kalikst II i 9 lutego został koronowany w swojej dotychczasowej stolicy arcybiskupiej.

## Ratyfikacja elekcji w Rzymie
Wiadomość o wyborze Kaliksta II została niezwłocznie przekazana kardynałom w Rzymie, którzy powołali komisję mającą na celu ratfyfikację tego wyboru. W jej skład weszli kardynałowie-biskupi oraz po jednym przedstawicielu kardynałów prezbiterów i kardynałów diakonów:
- Crescenzio, kardynał biskup Sabiny
- Pietro, kardynał biskup Porto i wikariusz Rzymu
- Witalis, kardynał biskup Albano
- Manfred, biskup Tivoli[3]
- Bonifacy, kardynał prezbiter S. Marco
- Comes, kardynał diakon S. Maria in Aquiro

Komisja zebrała się w dniu 1 marca 1119 i jednogłośnie ratyfikowała wybór Kaliksta II, przecinając wszelkie spekulacje co do legalności procedury przeprowadzonej w Cluny.